# Franz Tübbecke
Pour les articles homonymes, voir Tübbecke.
Franz Tübbecke, né le 16 septembre 1856 à Stralau et mort le 19 mai 1937, est un sculpteur allemand.

## Biographie
Franz Tübbecke, né le 16 septembre 1856 à Stralau, est élève de Reinhold Begas à l'académie de Berlin.
Franz Tübbecke meurt le 19 mai 1937.